# Wiadomości Rabczańskie
Wiadomości Rabczańskie (oficjalny skrót WR) – lokalny miesięcznik wydawany w Rabce, z przerwami od okresu przedwojennego, po czasy współczesne.

## Wiadomości Rabczańskie wdwudziestoleciu międzywojennym(1937–1939)
Założycielem, wydawcą i redaktorem pierwszej przedwojennej edycji „Wiadomości Rabczańskich” (1937–1939), był Mieczysław Żuławski.  Pismo adresowane było zarówno do rabczańskiej inteligencji, budującej dopiero przedwojenne uzdrowisko, jak i do przyjeżdżających na leczenie gości.
Stałymi współpracownikami gazety byli między innymi, lekarze: dr Zdzisław Olszewski, dr Teodor Cybulski, dr Jan Porzycki, profesorowie gimnazjum Antoni Nawara, Stanisław Dunin-Borkowski, meteorolog Czesław Trybowski. Od numeru 15, który ukazał się z datą 15 grudnia 1937, pismo rozszerzyło swój zasięg regionalny i zmieniło nazwę na „Wiadomości Zakopiańskie i Rabczańskie”. Kres pierwszej edycji tej prywatnej gazety, położył wybuch II wojny światowej.

## Wznowienie ukazywania się pisma (1990–1995)
Po ponad 50. latach kolejna edycja „Wiadomości Rabczańskich” została zarejestrowana w Sądzie Wojewódzkim w Nowym Sączu pod nr 13. Drugie, powojenne wydanie, ukazywało się w latach 1990–1995. Właścicielem miesięcznika, wydawcą i redaktorem naczelnym był dr n. med. Krzysztof Pisiewicz, rabczański społecznik, lekarz i naukowiec, pracujący w Instytucie Gruźlicy i Chorób Płuc O/Rabka-Zdrój. Redaktorem, autorem wielu tekstów, był Kazimierz Strachanowski, który pisał pod różnymi pseudonimami (Jacek Kujawa, Marcin Szreniawa), a sekretarzem redakcji była Anna Leszczyńska. Stałymi współpracownikami gazety byli między innymi Hanna Ablewicz-Kurek (pisarka, żona Jalu Kurka), Elfryda Trybowska, komisarz Krzysztof Rybiński, architekt Mirosław Holewiński, Andrzej Matuszczyk z GOPR, prof.Hanna Majewska-Zalewska, dr Jan Wieczorkowski. Redaktorem wydawniczym był Zbigniew Mackoś. Zgodnie z zamysłem właściciela, gazetę współtworzyli także mieszkańcy Rabki.

## Najnowsza edycja (od 2011)
We wrześniu 2011, po piętnastoletniej przerwie w ukazywaniu się gazety, właściciel pisma - Krzysztof Pisiewicz, przekazał prawa do tytułu Fundacji Rozwoju Regionu Rabka. Pierwszy numer, trzeciej edycji gazety, ukazał się w październiku 2011.